# Ditazol
Ditazol ou ditazole é uma fármaco que inibe a agregação das plaquetas. É comercializado na Espanha e em Portugal sob o nome comercial de Ageroplas.